# Divalucina cumingi
Divalucina cumingi är en musselart som först beskrevs av Arthur Adams och George French Angas 1864.  Divalucina cumingi ingår i släktet Divalucina och familjen Lucinidae. Inga underarter finns listade i Catalogue of Life.